# Puits de ville (Mont-Louis)
Ce puits est un monument historique situé à Mont-Louis, dans le département français du Pyrénées-Orientales.

## Localisation
Le bâtiment protégeant le puits est situé rue du Marché à Mont-Louis, dans le Haut-Conflent et la région Occitanie.

## Historique
Le puits a probablement été construit en 1685, en même temps que les fortifications, pour alimenter en eau les civils habitant à l'intérieur des remparts.
Il est indiqué en 1738 comme « puits servant aux bourgeois et aux troupes ». En 1782 les habitants se plaignent de la qualité de l'eau. L'eau du puits sert pour la cuisine et les usages domestiques mais « elle ne dissout pas le savon, cuit très mal les légumes et est impropre à la boisson ». Sa contenance est estimée à 12 000 litres en 1824.
Le bâtiment est remanié au XIXe siècle. Il devait être auparavant être ouvert sur deux côtés. Les ouvertures sont alors fermées et la zone d'approvisionnement en eau est condamnée. Il a eu des usages variés : marché couvert, caserne de pompiers, syndicat d'initiative. Il sert actuellement de salle d'exposition.
L'édifice fait l'objet d'une inscription au titre des monuments historiques le 22 septembre 2010.

## Description
Le puits se trouve dans un bâtiment carré surmonté d'un toit à quatre pans couvert d'ardoises. Les murs sont avec un appareil de blocs de granit taillé[pas clair]. La charpente du toit est surdimensionnée par rapport aux modestes dimensions de l'édifice.
Un plancher empêche l'accès à l'eau. 